# Грантс (Нью-Мексико)
Грантс (англ. Grants) — місто (англ. city) на південному заході США, адміністративний центр округу Сібола штату Нью-Мексико. Населення — 9163 особи (2020).

## Географія
За даними Бюро перепису населення США місто має загальну площу 35,4 км². На північний схід від міста розташовані гори Сан-Матео та Тейлор (3446 м), найвищий пік у регіоні. На захід від міста проходить Американський континентальний вододіл та розташовані гори Зуні. Цей регіон представляє з себе переважно високогірну пустельну область, де переважають пісковики та застиглі потоки лави.

### Клімат
| Клімат : Грантс         | Клімат : Грантс | Клімат : Грантс | Клімат : Грантс | Клімат : Грантс | Клімат : Грантс | Клімат : Грантс | Клімат : Грантс | Клімат : Грантс | Клімат : Грантс | Клімат : Грантс | Клімат : Грантс | Клімат : Грантс | Клімат : Грантс |
| Показник                | Січ.            | Лют.            | Бер.            | Квіт.           | Трав.           | Черв.           | Лип.            | Серп.           | Вер.            | Жовт.           | Лист.           | Груд.           | Рік             |
| Абсолютний максимум, °C | 21,7            | 23,9            | 28,3            | 32,2            | 37,2            | 41,1            | 41,1            | 38,9            | 35,6            | 32,2            | 26,7            | 21,7            | 41,1            |
| Середній максимум, °C   | 8,9             | 12,0            | 15,7            | 20,1            | 25,0            | 30,8            | 31,8            | 30,2            | 27,4            | 21,9            | 14,4            | 9,7             | 20,7            |
| Середній мінімум, °C    | −10,2           | −7,9            | −4,3            | −1,5            | 3,7             | 8,2             | 12,4            | 11,5            | 6,8             | 0,1             | −6,1            | −10             | 0,2             |
| Абсолютний мінімум, °C  | −35             | −27,8           | −19,4           | −14,4           | −9,4            | −2,2            | 2,8             | 1,1             | −6,7            | −12,2           | −30             | −36,1           | −36,1           |
| Норма опадів, мм        | 14              | 11              | 15              | 12              | 16              | 13              | 43              | 53              | 36              | 28              | 17              | 16              | 274             |
| Днів з опадами          | 4,6             | 4,1             | 4,6             | 2,9             | 3,5             | 3,2             | 7,2             | 9,2             | 5,9             | 4,6             | 4,4             | 4,1             | 58,3            |
| Днів зі снігом          | 1,5             | 1,2             | 0,3             | 0,3             | 0,0             | 0,0             | 0,0             | 0,0             | 0,0             | 0,1             | 0,5             | 1,2             | 5,1             |
| ----------------------- | --------------- | --------------- | --------------- | --------------- | --------------- | --------------- | --------------- | --------------- | --------------- | --------------- | --------------- | --------------- | --------------- |
| Джерело: NOAA           |                 |                 |                 |                 |                 |                 |                 |                 |                 |                 |                 |                 |                 |

## Демографія
Згідно з переписом 2010 року, у місті мешкали 9182 особи в 3327 домогосподарствах у складі 2265 родин. Густота населення становила 239 осіб/км². Було 3804 помешкання (99/км²).
Расовий склад населення:
| - 57,4 % — білих - 16,9 % — корінних американців - 1,7 % — чорних або афроамериканців - 0,8 % — азіатів - 0,2 % — вихідців з тихоокеанських островів - 18,5 % — осіб інших рас |

До двох чи більше рас належало 4,3 %. Частка іспаномовних становила 52,1 % від усіх жителів.
За віковим діапазоном населення розподілялося таким чином: 25,9 % — особи молодші 18 років, 60,0 % — особи у віці 18—64 років, 14,1 % — особи у віці 65 років та старші. Медіана віку мешканця становила 35,7 року. На 100 осіб жіночої статі у місті припадало 80,8 чоловіків; на 100 жінок у віці від 18 років та старших — 73,5 чоловіків також старших 18 років.
Середній дохід на одне домашнє господарство становив 51 909 доларів США (медіана — 39 014), а середній дохід на одну сім'ю — 58 811 долар (медіана — 45 269). Медіана доходів становила 38 112 долари для чоловіків та 26 362 долари для жінок. За межею бідності перебувало 24,0 % осіб, у тому числі 40,1 % дітей у віці до 18 років та 8,9 % осіб у віці 65 років та старших.
Цивільне працевлаштоване населення становило 3513 особи. Основні галузі зайнятості: освіта, охорона здоров'я та соціальна допомога — 26,1 %, публічна адміністрація — 14,9 %, мистецтво, розваги та відпочинок — 12,2 %, роздрібна торгівля — 9,7 %.

## Галерея

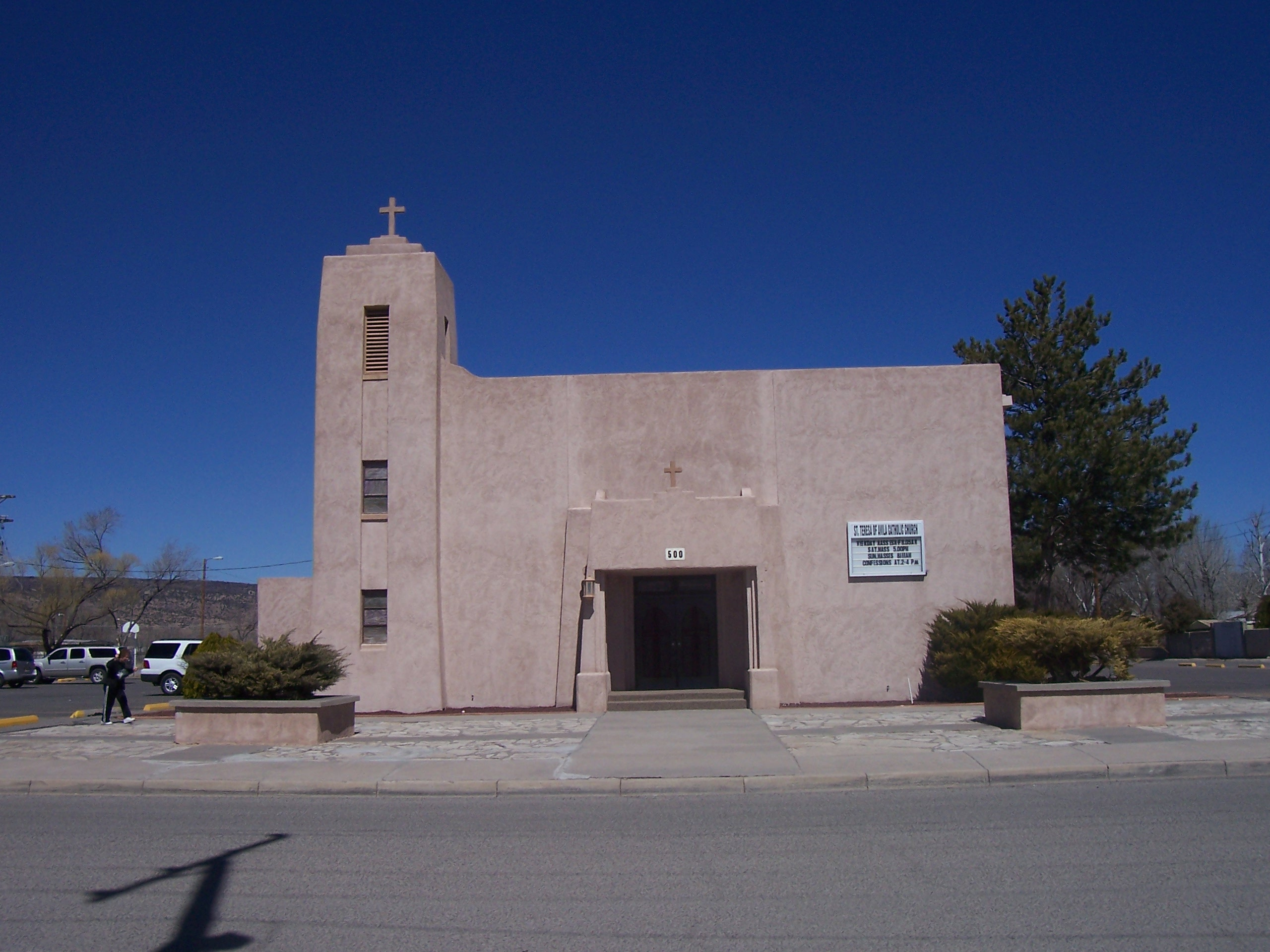
Католицька церква Св. Терези
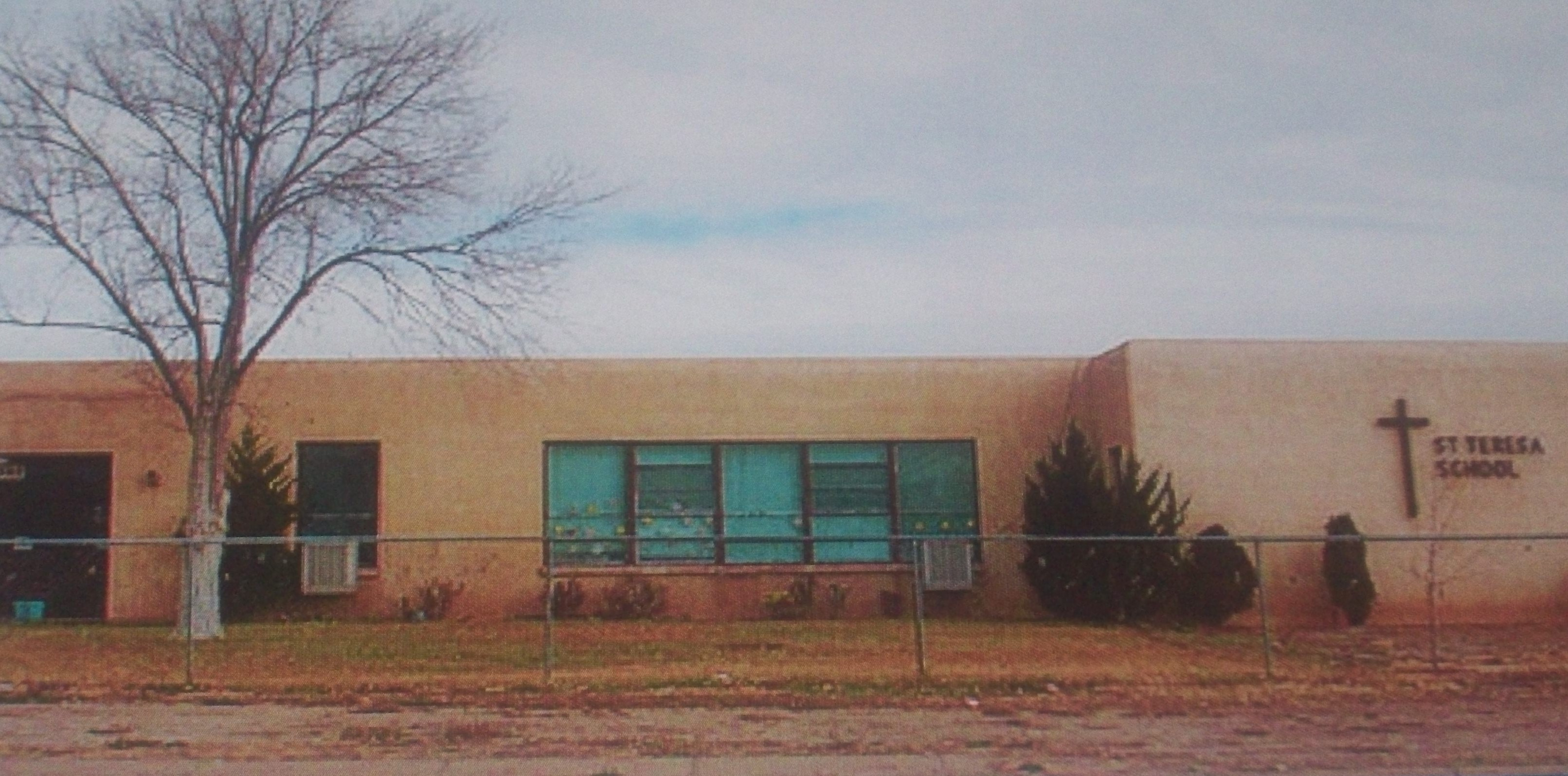
Католицька школа Св. Терези
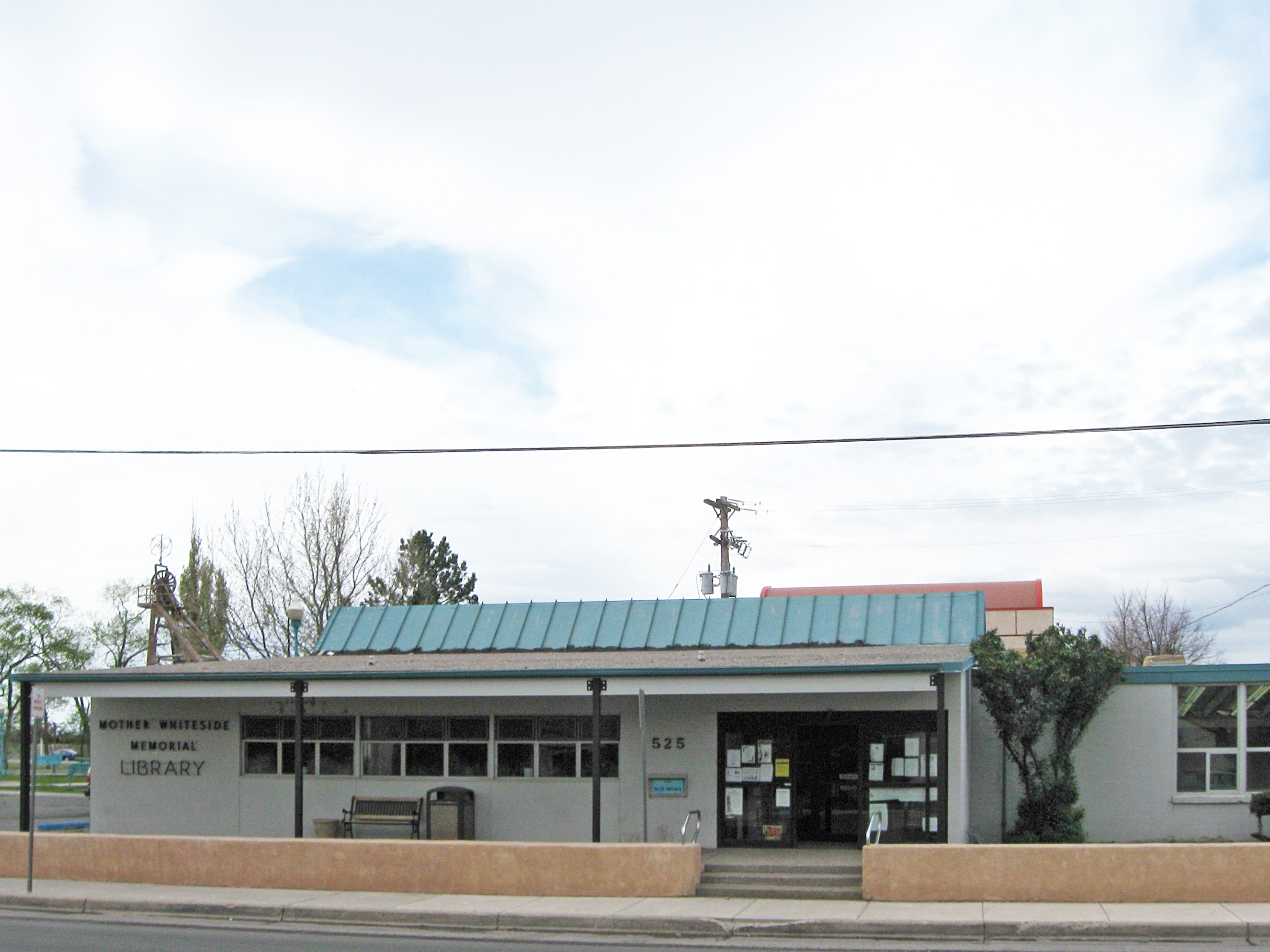
Бібліотека
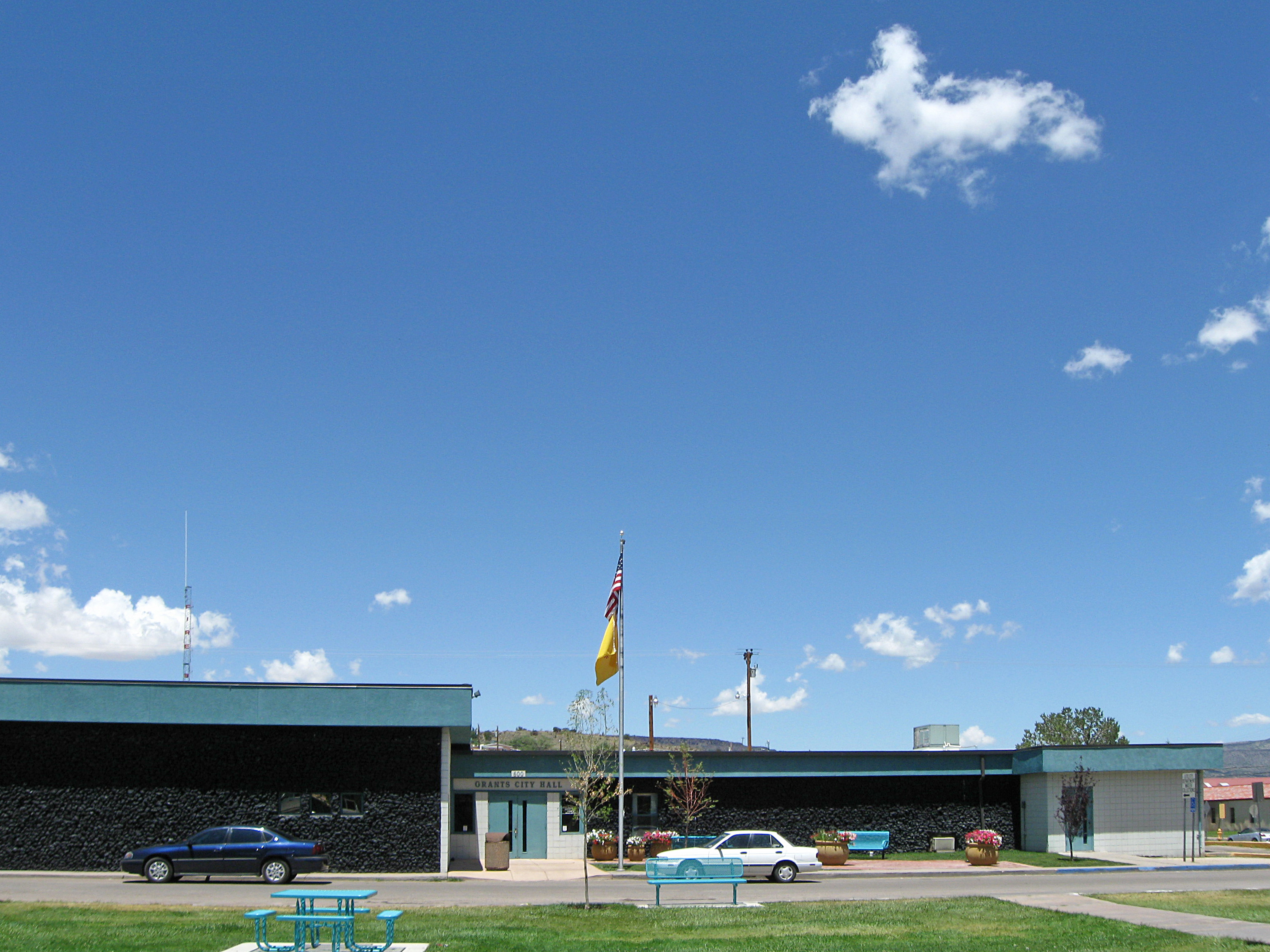
Мерія
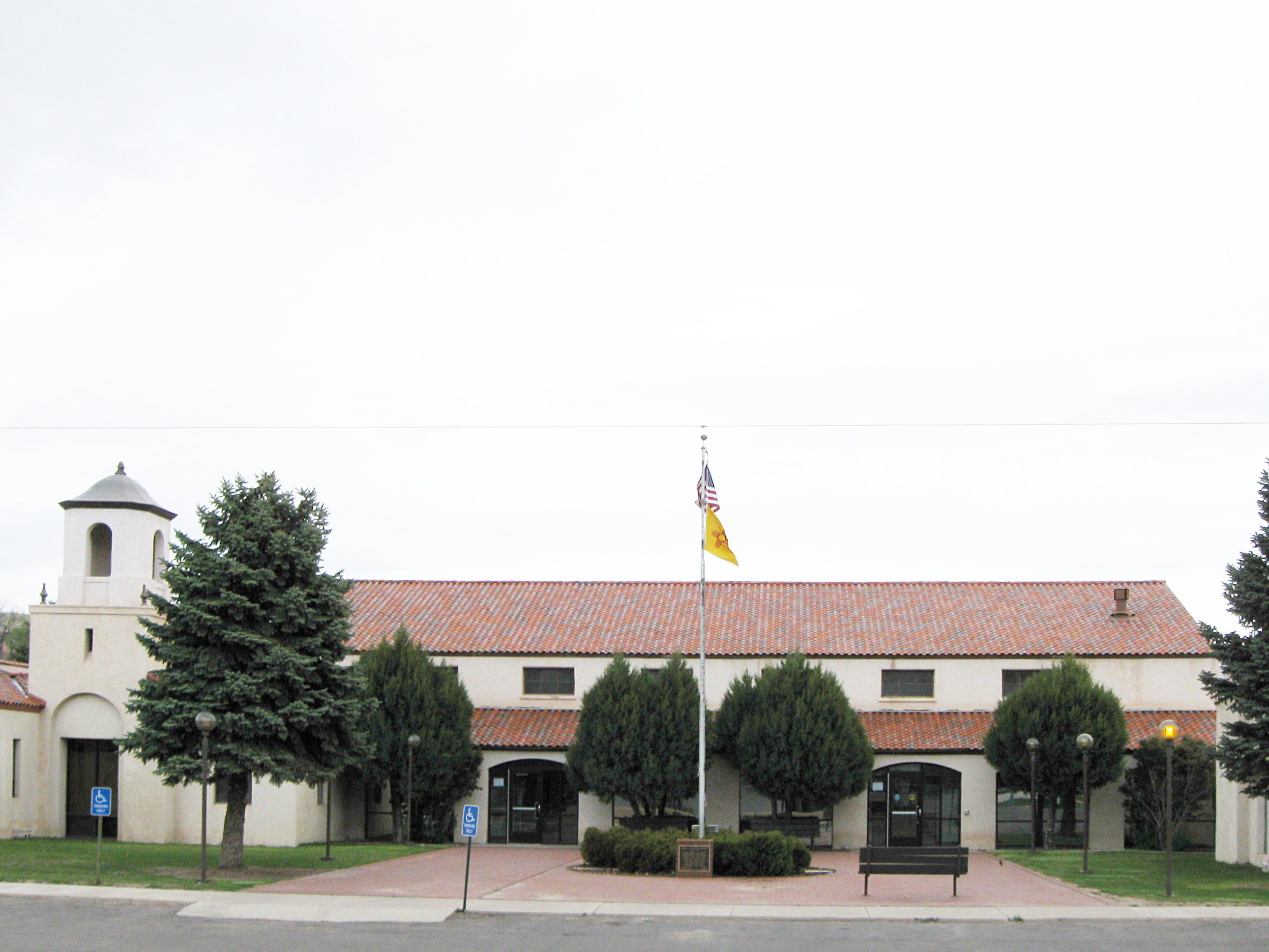
Будівля суду округу Сібола